# Michelle Farrah Huang
Michelle Farrah Huang (* 3. Juni 1989 im Los Angeles County, Kalifornien) ist eine US-amerikanische Schauspielerin. 

## Leben
Michelle Farrah Huang wurde 1989 in Los Angeles County geboren. Sie studierte an der Schauspiel an der University of California, Los Angeles und schloss 2013 mit einem Bachelor of Arts ab. Anschließend belegte sie weitere Schauspielkurse.
Ihren ersten Auftritt hatte sie in dem Kurzfilm First Dance. Bekannt wurde sie durch ihre Auftritte in Atypical, The Disappointment Tour und Killing Animals.

## Filmografie
- 2017: Atypical (Fernsehserie, 3 Folgen)
- 2017: Remanence (Kurzfilm)
- 2016: Notorious (Fernsehserie, 2 Folgen)
- 2016: The Disappointment Tour (Kurzfilm)
- 2016: Susie Sunshine (Kurzfilm)
- 2015: Killing Animals
- 2015: Battle Creek (Fernsehserie, eine Folge)
- 2015: Martin Garrix Feat. Usher: Don’t Look Down (Musikvideo)
- 2015: Love Arcadia
- 2013: Promo Life (Fernsehfilm)
- 2013: First Dance (Kurzfilm)